# Tretopleura styloformis
Tretopleura styloformis är en svampdjursart som beskrevs av Konstantin R. Tabachnick 1988. Tretopleura styloformis ingår i släktet Tretopleura och familjen Uncinateridae.
Artens utbredningsområde är havet kring Mikronesien. Inga underarter finns listade i Catalogue of Life.